# Baroniet Holstenshuus
Baroniet Holstenshuus var et dansk baroni, et lensbaroni oprettet 15. september 1779 for Adam Christopher Holsten af hovedgårdene Holstenshuus, Langesø og Nakkebølle  med sammenlagt jord til en beskatningsværdi af mere end 1.000 tønder hartkorn. Baroniet blev opløst ved lensafløsningen i 1923.

## Besiddere af lenet
- 1779-1801: Adam Christopher Holsten
- 1801-1825: Ditlev Holsten
- 1825-1849: Hans Holsten
- 1849-1879: Adam Christopher Holsten-Charisius
- 1879-1889: Gustav Alexander Berner-Schilden-Holsten
- 1889-1923: Adam Christopher Berner-Schilden-Holsten

1. ↑  Hof- og Statskalender for Kongeriget Danmark